# Miriam Michael Stimson
Miriam Michael Stimson (nacida Marian Emma Stimson, 24 de diciembre de 1913 - 15 de junio de 2002, Chicago)  fue miembro de las Hermanas Dominicanas Adrian, doctora en química y docente de la Universidad de Siena Heights en Míchigan, Estados Unidos.  Se destaca por su trabajo sobre espectroscopia que permitieron posteriormente el descubrimiento del ADN.

## Biografía

### Infancia
Stimson creció en una familia católica de inglés con ascendencia irlandesa, donde fue la tercera hija de Mary Holland y Frank Stimson. A lo largo de la infancia, la familia de Stimson enfrentó varias enfermedades. Su hermano mayor tenía polio y su hermana menor contrajo una infección bacteriana que afectó su corazón.  Las complicaciones del nacimiento de gemelos dejaron a su madre con presión arterial alta que afectó su memoria. Stimson ayudó a criar a sus hermanos menores y le enseñó a leer a su hermana menor. . Cuando Stimson cumplió catorce años, sus padres la enviaron a St. Joseph College and Academy, una academia católica en Adrian, Míchigan, dirigida por las Hermanas Dominicanas Adrian. 

### Educación y carrera
Después de graduarse, trabajó en St. Joseph College. Se unió a las Hermanas Dominicanas Adrian y completó su educación en la universidad de Siena Heights, donde estudió química. Asistió posteriormente a la escuela de posgrado en el Institutum Divi Thomae, donde obtuvo su doctorado.Volvió a Siena Heights para enseñar química y abrir un laboratorio de investigación. Allí se dedicó al estudió de tratamientos para el cáncer y la cicatrización de heridas. También fundó un programa contra la adicción y un programa de investigación para estudiantes en la misma universidad.
Frustrada por los problemas que presentaban las técnicas de espectroscopia, la hermana Miriam desarrolló la técnica del disco KBr (bromuro de potasio) en la que mezclaba muestras con KBr y lo comprimía en un pequeño disco. El bromuro de potasio era una sustancia razonable que no interferiría con la luz infrarroja y, además, es capaz de fusionarse eficazmente con la muestra. Se demostró que la técnica de la hermana Miriam es superior al método del aceite utilizado anteriormente en varios aspectos; "Hubo ausencia de bandas de interferencia, menores pérdidas por dispersión, mayor resolución de los espectros, mejor control de la concentración y homogeneidad de la muestra, facilidad para examinar muestras pequeñas y posibilidad de almacenar muestras para estudios posteriores".Este tipo de método tendría la capacidad de lograr un espectro más exacto de los compuestos dentro de una sustancia y su posición, lo que alteraría durante bastante tiempo la espectroscopia infrarroja, y además afirmaría el modelo Watson-Crick de la doble hélice del ADN. Gracias a sus descubrimientos, la hermana Miriam se sumó a uno de los mejores descubrimientos de su siglo y de esta manera facilitó exámenes que incluían la estructura del ADN y el cáncer, brindando a diferentes investigadores una visión más precisa de cómo se estructura y funciona el ADN.
En 1951 fue invitada a dar una conferencia sobre espectroscopia en la Sorbona en París, siendo la segunda mujer invitada después de Marie Curie.
La hermana Miriam Michael Stimson murió de un derrame cerebral en Chicago el 17 de junio de 2002.

## Contribuciones científicas
- Publicó innumerables artículos en revistas de prestigio acerca de la espectroscopia para estudiar la química de los aminoácidos y otras moléculas orgánicas relevantes para la biología.

- Desarrolló una técnica que utiliza bromuro de potasio (KBr) para preparar los aminoácidos y otras moléculas en estudio. El KBr era transparente a las longitudes de onda infrarrojas utilizadas en su espectroscopio.

- Estudió la estructura del ADN y determinó que se encontraban en el interior de la estructura (hoy en día, las consideramos los "peldaños" de la escalera helicoidal).

- Estudió el cáncer (una de las motivaciones que la llevaron al estudio del ADN).
- Estudió las hormonas cicatrizantes y desarrolló un ungüento que hoy se conoce como Preparation H.[7]